# Rejon szyłelski
Rejon szyłelski (lit. Šilalės rajono savivaldybė) – rejon w zachodniej Litwie.